# Оперный театр (Русе)
Оперный театр в Русе является государственным музыкальным театром, в нём проходят представления оперы и концерты симфонического оркестра.

## История
Оперный театр был создан в 1949 году и 27 ноября 1949 года представил первую постановку, которой стала «Травиата» Джузеппе Верди. Стал преемником Оперного общества Русе, которое было создано в 1914 году. В 1999 году Оперным театром и Филармоническим оркестром было основано Оперное филармоническое общество.
Генеральным музыкальным директором Оперного театра Русе и Филармонического оркестра является Найден Тодоров.